# Водный биомониторинг
Водный биомониторинг — наука о возможности сделать вывод об экологическом состоянии рек, озёр, ручьев и водно-болотных угодий путём изучения организмов (рыб, беспозвоночных, насекомых, растений и водорослей), которые в них обитают. Хотя водный биомониторинг является наиболее распространённой формой биомониторинга, таким образом можно изучать любую экосистему.

## Цель
Водный биомониторинг является важным инструментом для оценки водных форм жизни и их среды обитания. Он может выявить общее состояние экосистемы, обнаружить экологические тенденции и воздействие различных стрессоров, а также может использоваться для оценки влияния различных видов деятельности человека на общее состояние водной среды. Загрязнение воды и общие стрессы для водной жизни оказывают значительное влияние на окружающую среду. Основными источниками загрязнения океанов, рек и озёр являются антропогенные события или действия, такие как сточные воды, разливы нефти, поверхностный сток, мусор, добыча полезных ископаемых в океане и ядерные отходы.
Мониторинг водной флоры и фауны также может быть полезен для мониторинга и понимания прилегающих наземных экосистем. Быстрые изменения окружающей среды, такие как загрязнение, могут изменить экосистемы и сообщества, а также подвергнуть опасности виды, обитающие в воде или вблизи неё. Многие водные виды служат источником пищи для наземных видов, поэтому на них влияют размер и здоровье водных популяций.

## Индикаторные организмы
Водные беспозвоночные, наиболее распространённые из которых — личинки ручейников, реагируют на изменение климата, низкий уровень загрязнения и изменение температуры. В результате они имеют самую длительную историю использования в программах биомониторинга. Кроме того, макроскопические виды: лягушки, рыбы и некоторые виды растений, а также многие формы микроскопической жизни, такие как бактерии и простейшие, используются в качестве индикаторных организмов в различных областях применения, в том числе в ливневых стоках.
Многие виды макроводорослей (включая цианобактерии, хотя технически они не являются настоящими водорослями) также используются в биомониторинге как пресноводной, так и морской среды, поскольку их короткая продолжительность жизни делает их очень восприимчивыми к изменениям.

## Распространённые методы
Для оценки биомониторинга необходим базовый набор данных, который в идеале определяет окружающую среду в её естественном или стандартном состоянии. Затем эти данные используются для сравнения с любыми последующими измерениями с целью оценки возможных изменений или тенденций.
В некоторых случаях эти наборы данных используются для создания стандартизированных инструментов оценки качества воды с помощью данных биомониторинга, таких как индекс удельного загрязнения (SPI) и южноафриканский индекс диатомовых водорослей (SADI).

### Методы, используемые в водном биомониторинге
- мониторинг и оценка водных видов (включая растения, животных и бактерии)
- мониторинг поведения определённых водных видов и оценка любых изменений в поведении видов
- анализ биохимического состава водоёма и его потенциального влияния на виды, которые от него зависят[12]

### Общие инструменты экологической и биологической оценки
- Биотестирование. Тестовые организмы подвергаются воздействию окружающей среды и измеряется их реакция. Типичными организмами, используемыми в биопробах, являются определённые виды растений, бактерий, рыб, дафний и лягушек.
- Оценки сообщества. Также называются биологическими обследованиями. Для изучения сохранившихся таксонов отбирается целое сообщество организмов. В водных экосистемах эти оценки часто фокусируются на беспозвоночных, водорослях, макрофитах (водных растениях), рыбах или земноводных[13][14]. В редких случаях могут рассматриваться другие крупные позвоночные (рептилии, птицы и млекопитающие).
- Устройства для онлайн-биомониторинга. В одном из примеров используются хеморецепторные клетки моллюсков и подобных животных для мониторинга их прибрежных и пресноводных местообитаний. Для этой цели в лабораторных и полевых условиях используются различные виды животных. Изучение процесса открытия и закрытия створок моллюсков является примером одного из возможных способов контроля качества пресных и прибрежных вод на месте[15].

## Учитываемые факторы

### Качество воды
Качество воды оценивается как по внешнему виду, например: прозрачная, мутная, с водорослями, так и по химическому составу. Определение конкретных уровней ферментов, бактерий, металлов и минералов, содержащихся в воде, имеет чрезвычайно важное значение. Некоторые загрязняющие вещества, такие как металлы и определённые органические отходы, могут быть смертельными для отдельных существ и, таким образом, в конечном итоге могут привести к вымиранию определённых видов. Это может повлиять как на водные, так и наземные экосистемы и вызвать нарушения в других биомах и экосистемах.

### Температура воды
Температура водоёма является одной из наиболее распространённых переменных, собираемых при водном биомониторинге. Температура на поверхности воды, в толще воды и в самых нижних слоях водоёма (бенталь) может дать представление о различных аспектах водной экосистемы. Температура воды напрямую зависит от изменения климата и может оказывать негативное воздействие на многие водные виды, такие как лосось. Нерест лосося зависит от температуры: существует порог накопления тепла, которого необходимо достичь, чтобы произошло вылупление. 
После вылупления лосось живёт в воде в критическом диапазоне температур, а воздействие температур за пределами этого диапазона может быть потенциально смертельным. Эта чувствительность делает их полезными индикаторами изменений температуры воды, поэтому их используют в исследованиях изменения климата. Аналогичным образом, было доказано, что популяция дафний подвергается негативному влиянию изменения климата, поскольку более ранние вёсны привели к тому, что периоды вылупления оторвались от пикового окна доступности пищи.

### Состав сообщества
Видовые сообщества и изменения в них могут помочь исследователям сделать вывод об изменениях в здоровье экосистемы. В типичных незагрязнённых умеренных потоках Европы и Северной Америки преобладают определённые таксоны насекомых. Подёнки (Ephemeroptera), ручейники (Trichoptera) и веснянки (Plecoptera) являются наиболее распространёнными насекомыми в этих нетронутых ручьях. Напротив, в реках, нарушенных урбанизацией, сельским хозяйством, лесным хозяйством и другими факторами, преобладают двукрылые (Diptera) и особенно комары-звонцы (семейство Chironomidae).

### Местная геология
На поверхностные воды может влиять местная геология, поскольку минералы, выщелоченные из подземных пород, могут попадать в поверхностные водоёмы и влиять на химический состав воды. Примерами этого являются река Верии (Тыграй, Эфиопия), где повышенные концентрации тяжёлых металлов связаны с подстилающим сланцем, и питьевые колодцы в коренных общинах около Анкориджа, Аляска, где высокие концентрации мышьяка связаны с подстилающим комплексом горных пород Макхью.

## Ограничения
- Опора на точную идентификацию видов — при использовании визуальной идентификации в полевых условиях существует вероятность неправильной идентификации видов, что может привести к некорректному анализу и выводам. Чтобы снизить вероятность таких ошибок, многие организации, осуществляющие мониторинг, используют лабораторную проверку образцов для целей контроля качества[22].
- Видоспецифичность — может быть сложно проводить сравнения между результатами, если в каждом исследовании не использовался один и тот же индикаторный организм, поскольку каждый вид имеет индивидуальную нишу и соответствующие идеальные условия. Даже схожие виды (определяемые либо таксономией, либо нишей) могут иметь разные реакции и разные пороги для изменений[23].
- Внешнее влияние — изменения численности или здоровья популяции, вызванные внешними факторами, могут быть неверно интерпретированы как результат изменений в окружающей среде. Например, сокращение численности популяции, происходящее из-за болезни, но совпадающее с изменением условий окружающей среды, может быть ошибочно истолковано как результат последнего изменения.
- Вводящие в заблуждение результаты — выживание видов, обычно считающихся «чувствительными», может привести к выводу о том, что окружающая среда претерпела незначительные изменения или подвеглась небольшому загрязнению, что может быть неверным. Примером этого являются амфибии, которые традиционно считаются высокочувствительным классом в отношении изменений окружающей среды. Однако некоторые исследования показывают, что это может быть справедливо только для фенолов, поскольку амфибии имеют такую же чувствительность к другим загрязняющим веществам (например, тяжёлым металлам), как и другие водные таксономические группы, например, двустворчатые моллюски[24].